# نقل الوتر
نقل الوتر (بالإنجليزية: Tendon transfer)‏ هي عملية جراحية يُنقَلُ فيها مغرز الوتر، ولكن المنشأ يبقى في مكانه.